# Rena (genre)
Pour les articles homonymes, voir Rena.
Genre
Rena est un genre de serpents de la famille des Leptotyphlopidae. 

## Répartition
Les onze espèces de ce genre se rencontrent en Amérique.

## Liste des espèces
Selon The Reptile Database (30 décembre 2015) :
- Rena affinis (Boulenger, 1884)
- Rena boettgeri (Werner, 1899)
- Rena bressoni (Taylor, 1939)
- Rena dissecta (Cope, 1896)
- Rena dugesii (Bocourt, 1881)
- Rena dulcis Baird & Girard, 1853
- Rena humilis Baird & Girard, 1853
- Rena iversoni (Smith, Breukelen, Auth & Chiszar, 1998)
- Rena maxima (Loveridge, 1932)
- Rena myopica (Garman, 1884)
- Rena segrega (Klauber, 1939)

## Publication originale
- Baird & Girard, 1853 : Catalogue of North American Reptiles in the Museum of the Smithsonian Institution. Part 1.-Serpents. Smithsonian Institution, Washington, p. 1-172 (texte intégral).